# Al-Qadisiyah (Saudi-Arabien)
al-Qadisiya al-Chubar (arabisch القادسية, DMG al-Qādisīya) ist ein Fußballverein aus al-Chubar in Saudi-Arabien. Der Verein spielt in der zweiten Liga des Landes, der Saudi First Division League.  Seine Heimspiele trägt der Verein im Prince Saud bin Jalawi Stadium aus. Gegründet wurde der Verein 1967. Er konnte jedoch nie die Saudische Meisterschaft erringen. In der Saison 2007/08 stieg man als Tabellenletzter gar in die 2. Liga ab. Der größte Erfolg des Vereins kam dabei auf internationalem Boden zustande. 1994 nahm der Verein am Wettbewerb der Pokalsieger Asiens teil und gewann ihn. Im Finale konnte die South China AA mit 6:2 geschlagen werden.

## Vereinserfolge

### National
- Saudischer Kronprinzenpokal

Gewinner: 1992
Finalist: 2004/05

### Kontinental
- Asienpokal der Pokalsieger

Gewinner: 1993/94

## Spieler
- Yassir al-Qahtani (2000–2003) Jugend, (2003–2005) Spieler,

## Aktueller Kader
Stand: 25. Juli 2024
| Nr. |               | Position | Name                      |
| --- | ------------- | -------- | ------------------------- |
| 1   | Belgien       | TW       | Koen Casteels             |
| 4   | Saudi-Arabien | AB       | Abdullah Hazazi           |
| 5   | Saudi-Arabien | AB       | Jehad Thakri              |
| 6   | England       | MF       | Max Power                 |
| 7   | Saudi-Arabien | ST       | Ayman Al-Khulaif          |
| 8   | Saudi-Arabien | AB       | Mohammed Aboulshamat      |
| 10  | Gabun         | ST       | Pierre-Emerick Aubameyang |
| 11  | Saudi-Arabien | ST       | Mohammed Al-Marri         |
| 17  | Saudi-Arabien | AB       | Abdullah Al-Shamekh       |
| 18  | Saudi-Arabien | ST       | Turki Al-Ammar            |
| 19  | Peru          | MF       | André Carrillo            |
| 21  | Saudi-Arabien | MF       | Naif Al-Ghamdi            |
| 22  | Spanien       | TW       | Joel Robles               |
| 32  | Saudi-Arabien | AB       | Abdullah Hassoun          |
| 37  | Saudi-Arabien | TW       | Abdulaziz Al-Shery        |
| 39  | Saudi-Arabien | MF       | Abdulrahman Al-Dosari     |

| Nr. |               | Position | Name                 |
| --- | ------------- | -------- | -------------------- |
| 40  | Saudi-Arabien | MF       | Ibrahim Mohannashi   |
| 42  | Deutschland   | AB       | Alexander Hack       |
| 50  | Saudi-Arabien | AB       | Mohammed Al-Shanqiti |
| 66  | Saudi-Arabien | ST       | Abdulaziz Al-Othman  |
| 70  | Saudi-Arabien | ST       | Mohammed al-Saiari   |
| 77  | Saudi-Arabien | ST       | Yasser Daribi        |
| 82  | Saudi-Arabien | TW       | Ahmed Al-Kassar      |
| 96  | Saudi-Arabien | MF       | Hussain Al-Nattar    |
|     | Spanien       | AB       | Nacho                |
|     | Saudi-Arabien | MF       | Ali Abdullah Hazazi  |
|     | Saudi-Arabien | AB       | Mohammed Qasem       |
|     | Uruguay       | MF       | Nahitan Nández       |
|     | Saudi-Arabien | AB       | Qasem Lajami         |
|     | Mexiko        | ST       | Julián Quiñones      |
|     | Saudi-Arabien | MF       | Hussain Al-Qahtani   |
|     | Saudi-Arabien | MF       | Nayef Masoud         |

## Trainer
- Ján Pivarník (1993–1994, 2003–2004)
- Hans-Dieter Schmidt (1995–1996)
- Roman Pivarník (2003–2004)
- Dimitar Dimitrow (2009–2011)
- Robbie Fowler (2023)
- Michel (seit Oktober 2023)